# ديلان أكسلرود
ديلان أكسلرود (بالإنجليزية: Dylan Axelrod)‏ هو لاعب كرة قاعدة أمريكي، ولد في 30 يوليو 1985 في إرفاين في الولايات المتحدة.

## وصلات خارجية
- ديلان أكسلرود على موقع دوري كرة القاعدة الرئيسي (الإنجليزية)
- ديلان أكسلرود على موقعبيزبول رفرنس.كوم (الدوري الرئيسي) (الإنجليزية)
- ديلان أكسلرود على موقعبيزبول رفرنس.كوم (الدوري الثانوي) (الإنجليزية)
- ديلان أكسلرود على موقع إي إس بي إن.كوم (أم.أل.بي) (الإنجليزية)
- ديلان أكسلرود على موقع مشجعي الرسوم البيانية (الإنجليزية)